# Castlevania (serie animata)
Castlevania è una serie animata statunitense creata da Warren Ellis e basato sull'omonima serie di videogiochi della Konami e adattato dai capitoli Castlevania III: Dracula's Curse (1989) e Castlevania: Curse of Darkness (2005). La serie narra di Trevor Belmont che deve difendere la Valacchia da Dracula e dalle sue creature.

## Trama
Quando sua moglie Lisa viene bruciata sul rogo dopo essere stata falsamente accusata di stregoneria, il famigerato signore dei vampiri Vlad Dracula Tepes, dichiara che tutto il popolo della Valacchia pagherà con le loro vite. Convoca un esercito di demoni che invade il paese, costringendo la gente a vivere vite di paura e sfiducia. Per combattere questo, il cacciatore di mostri rinnegato Trevor Belmont riprende le armi contro le forze di Dracula, aiutato dalla maga Sypha Belnades e dal figlio del conte Dracula, Alucard.

## Episodi
| Stagione         | Episodi | Pubblicazione USA | Pubblicazione Italia |
| ---------------- | ------- | ----------------- | -------------------- |
| Prima stagione   | 4       | 2017              | 2017                 |
| Seconda stagione | 8       | 2018              | 2018                 |
| Terza stagione   | 10      | 2020              | 2020                 |
| Quarta stagione  | 10      | 2021              | 2021                 |

## Personaggi
- Trevor Belmont (stagioni 1-4).
È un cacciatore di mostri e vampiri caduto in disgrazia e l'ultimo membro vivente della casata dei Belmont.
- Sypha Belnades (stagioni 1-4).
È un'eroica e pacifica maga ed è la nipote dell'Anziano, e come lui fa parte dei Parlatori.
- Adrian Tepes / Alucard (stagioni 1-4).
È un vampiro mezzosangue e il figlio di Dracula e di Lisa Tepes (madre umana), che cerca di proteggere l'umanità dalla furia di suo padre.
- Il Conte Vlad Dracula Tepes.
È il famigerato signore dei vampiri, spietato e misantropico, che giura vendetta all'umanità per la morte della moglie e per questo ordina a un esercito di demoni e mostri di distruggere la Valacchia.
- La Morte / Varney (stagione 4).
È il sadico e malvagio dio della morte che personifica la fine dei mondi, e cospira di riportare nuovamente in vita il leggendario conte Dracula. Il personaggio diviene anche come l'ultimo potentissimo avversario di Trevor Belmont che conclude questa serie animata.
- Carmilla (stagioni 2-4).
È una perfida e crudele vampira aristocratica della Stiria, una dei generali dell'armata di Dracula, nonché la leader del Concilio delle Sorelle.
- Lenore (stagioni 3-4).
Una vampira membro del Concilio delle Sorelle, è la diplomatica del gruppo.
- Morana (stagioni 3-4).
Una vampira membro del Concilio delle Sorelle, è l'economista e la strategica del gruppo.
- Striga (stagioni 3-4).
Una vampira membro del Concilio delle Sorelle, è la mente militare del gruppo.
- Saint Germain (stagioni 3-4).
Un misterioso uomo che investiga sugli eventi della cittadina di Lindenfeld assieme a Trevor e Sypha. Ha discrete conoscenze di magia e di alchimia; afferma di essere immortale.
- Il Vescovo (stagioni 1-2).
È un uomo del clero che condanna la moglie di Dracula per stregoneria, e in seguito viene nominato vescovo di Greshit. Durante l'attacco di Targoviste, viene ucciso da una creatura della notte.
- L'Anziano (stagione 1).
È il leader di un gruppo di Parlatori che aiutano il popolo di Greshit.
- Lisa Tepes (stagioni 1-4).
È la moglie umana di Dracula che viene ingiustamente condannata al rogo per stregoneria.
- Hector (stagioni 2-4).
Un essere umano e Forgiatore Diabolico, ovvero un particolare stregone in grado di creare creature magiche, appartenente alle armate di Dracula.
- Isaac (stagioni 2-4).
Un Forgiatore Diabolico umano appartenente alle armate di Dracula.
- Godbrand (stagione 2).
Un vampiro di origini vichinghe e uno dei generali di Dracula.
- Sumi (stagione 3).
Una giovane cacciatrice di vampiri giapponese, in passato schiava di uno dei generali di Dracula.
- Taka (stagione 3).
Un giovane giapponese cacciatore di vampiri, partner di Sumi. Anche lui in passato era schiavo di uno dei generali di Dracula.
- Sala (stagione 3).
Un umano, formalmente il leader dei monaci di Lindenfeld mentre in realtà è il capo di una setta che mira a riportare in vita Dracula.
- Il Giudice (stagione 3).
Capo della città di Lindenfeld, spesso in contrasto con Sala, che sfida la sua autorità.
- Il Mago (stagione 3).
È un mago che controlla le persone di una città con degli incantesimi. Isaac lo sconfigge e lo uccide per prendersi la sua città e il suo esercito personale.
- Greta (stagione 4).
Donna a capo del villaggio di Danesti, che difende dalle creature della notte.

## Doppiaggio
| Personaggio              | Doppiatore originale                                           | Doppiatore giapponese | Doppiatore italiano                                            |
| ------------------------ | -------------------------------------------------------------- | --------------------- | -------------------------------------------------------------- |
| Trevor Belmont           | Richard Armitage                                               | Ryōtarō Okiayu        | Francesco Orlando                                              |
| Sypha Belnades           | Alejandra Reynoso                                              | Ayaka Shimoyamada     | Paola Della Pasqua (stagione 1) Chiara Francese (stagione 2-4) |
| Adrian Tepes / Alucard   | James Callis                                                   | Shininichiro Miki     | Valerio Amoruso                                                |
| Conte Vlad Dracula Tepes | Graham McTavish                                                | Naoya Uchida          | Diego Sabre (stagione 1-3) Ruggero Andreozzi (stagione 4)      |
| Morte / Varney           | Malcolm McDowell (Morte / Varney) Christine Adams (Alchimista) | Satoshi Tsuruoka      | Marco Panzanaro                                                |
| Carmilla                 | Jaime Murray                                                   | Mie Sonozaki          | Cinzia Massironi                                               |
| Lenore                   | Jessica Brown Findlay                                          | Ayaka Kurogi          | Martina Tamburello                                             |
| Morana                   | Yasmine Al Massri                                              | Yukari Oribe          | Cristiana Rossi                                                |
| Striga                   | Ivana Miličević                                                | Hiroko Kiso           | Stefania Patruno                                               |
| Saint Germain            | Bill Nighy                                                     | Eiji Hanawa           | Claudio Ridolfo                                                |
| Vescovo                  | Matt Frewer                                                    | Mitsuru Ogata         | Oliviero Corbetta                                              |
| Anziano                  | Tony Amendola                                                  | Tomomichi Nishimura   | Marco Balzarotti                                               |
| Lisa Tepes               | Emily Swallow                                                  | Azusa Tanaka          | Lorella De Luca                                                |
| Hector                   | Theo James                                                     | Takahiro Sakurai      | Mattia Bressan                                                 |
| Isaac                    | Adetokumboh M'Cormack                                          | Mitsuaki Madono       | Lorenzo Scattorin                                              |
| Godbrand                 | Peter Stormare                                                 | Shinpachi Tsuji       | Francesco Mei                                                  |
| Sumi                     | Rila Fukushima                                                 | Kanako Miyamoto       | Tania De Domenico                                              |
| Taka                     | Toru Uchikado                                                  | Shuntaro Karato       | Davide Fumagalli                                               |
| Sala                     | Navid Negahban                                                 | Yusuke Sasaki         |                                                                |
| Giudice                  | Jason Isaacs                                                   | Hiroki Matsukawa      | Riccardo Rovatti                                               |
| Mago                     |                                                                | Masato Niwa           |                                                                |
| Greta                    | Marsha Thomason                                                | Wakana Kowaka         |                                                                |

## Produzione
All'inizio esisteva un progetto cinematografico basato sul videogioco, che era stato annunciato nel 2005 ed era andato avanti nello sviluppo per poi essere ufficialmente annullato nel 2009. Nel 2015 è stata finanziata la serie animata da Frederator Studios e Powerhouse Animation Studios, assieme a Netflix. Lo stile artistico è stato influenzato dall'anime giapponese e dagli artwork di Ayami Kojima che aveva realizzato per il videogioco Castlevania: Symphony of the Night. La serie ha esordito il 7 luglio 2017 sulla piattaforma streaming di Netflix e lo stesso giorno è stata rinnovata per una seconda stagione di 8 episodi.

## Accoglienza
Sull'aggregatore di recensioni Rotten Tomatoes, la serie ha un rating del 90%, basato su 10 recensioni, con una valutazione complessiva di 6.87/10. È la prima volta che un adattamento di un videogame riceve una valutazione sufficiente sul sito. Metacritic, riporta che la serie è stata accolta in generale da recensioni positive, con una valutazione complessiva di 71/100 basata su 7 recensioni.

## Spin-off
Netflix ha annunciato nel maggio 2021 che era in pianificazione una nuova serie con un nuovo cast di personaggi ambientati nell'universo di Castlevania ma che non sarebbe stato uno spin-off diretto della serie originale di Castlevania. Si concentrerà invece su Richter Belmont, discendente di Trevor e Sypha, e su Maria Renard, ambientato durante la Rivoluzione francese. Il 18 agosto 2021 è stato riferito che Adi Shankar ha citato in giudizio Netflix e Kevin Kolde per averlo escluso dallo spin-off e per violazione del contratto. Durante l'evento virtuale Geeked Week 2022 di Netflix, è stato annunciato che la serie si intitolerà Castlevania: Nocturne.